# Trapani (tỉnh)
Trapani (Tiếng Ý: Provincia di Trapani; tiếng Sicilia: Pruvincia di Tràpani) là một tỉnh ở vùng đảo tự trịSicilia in Ý. Tỉnh lỵ là thành phố Trapani.
Tỉnh này có diện tích 2.460 km², tổng dân số là 425.121 người năm 2001. Có 24 đô thị (tiếng Ý:comuni) ở tỉnh này (xem các đô thị của tỉnh Trapani).
Ngoài tỉnh lỵ còn có các thành phố quan trọng khác ở tỉnh này như Segesta, Gibellina, Erice, Castelvetrano, Alcamo, Marsala, Mazara del Vallo, Castellammare del Golfo, và Mozia. Đảo Pantelleria, các đảo Aegadia cũng thuộc quản lý hành chính của tỉnh này.
Tỉnh Trapani sản xuất nhiều rượu vang.